# Delphine Pelletier
Delphine Pelletier (Bourges, 16 juni 1977) is een Frans triatlete uit Antibes. Ze nam deel aan verschillende grote internationale wedstrijden. Ook nam ze eenmaal deel aan de Olympische Spelen, maar won bij die gelegenheid geen medaille.
Ze doet triatlons sinds 1995. Op de Olympische zomerspelen van Athene finishte ze als 44e in een tijd van 2:22.39,28. 
Pelletier is aangesloten bij Beauvais Triathlon.

## Titels
- Frans kampioene triatlon olympische afstand: 2002, 2003, 2008

## Belangrijke prestaties

### triatlon
- 1996: 5e WK junioren in Cleveland - 2:07.42
- 1997: 5e WK junioren in Australië
- 2000: 19e EK olympische afstand in Stein - 2:14.40
- 2002: 46e WK olympische afstand in Cancún - 2:14.40
- 2002: 4e ITU wereldbekerwedstrijd in Madeira
- 2003: 8e ITU wereldbekerwedstrijd in Manchester
- 2003: 14e ITU wereldbekerwedstrijd in Athene
- 2003: 11e EK olympische afstand in Karlovy Vary - 2:12.33
- 2004: 21e WK olympische afstand in Funchal - 1:56.17
- 2004: 44e Olympische Spelen van Athene - 2:22.39,28
- 2007: 4e WK lange afstand in Lorient - 04:06.42
- 2008:  EK lange afstand in Gerardmer - 7:07.44
- 2009:  WK lange afstand in Perth - 4:19.27
- 2012:  EK middenafstand - 4:22.47